# 加藤啓介
加藤 啓介（かとう けいすけ、1958年4月6日 - ）は、日本の実業家、株式会社エスケイワード代表取締役会長。

## 人物・経歴
1958年4月6日、愛知県名古屋市生まれ。立教大学卒業。大学卒業後、コピーライターとして広告プロダクション会社に入社。
その後、プランニングオフィス「IMPACT」を設立した後、IMPACTをカタログ、マニュアルなどの海外向け印刷の写真植字・組版（印刷物製作の前工程）を事業とするエスケイ欧文写真植字社（父・加藤誠一が1863年に創業）と統合し、株式会社エスケイワードを設立。1991年に同社代表取締役に就任。
社長就任時から、パソコン上で組版や画像処理を行うDTPやWeb制作に早くから取り組むとともに、、創業当初からの強みを活かした外国語の翻訳事業を始めるなどグローバル化にも対応し、業容を拡大させた。現在では、官公庁やグローバル企業のWebソリューションを始め、コミュニケーションツールのコンサルティングや制作、運用管理を請け負う。

中小企業診断士としても活動し、経営の立場から支援を行っている。
2021年12月、成長戦略の一環で、レンタルサーバー事業を中核とするカゴヤ・ホールディングスと資本提携。2023年1月、株式会社エスケイワード代表取締役会長に就任。

## 主な著作
- 『外国人リピーターを確実に増やす インバウンドコミュニケーション 成功の秘訣』幻冬舎メディアコンサルティング 2016年9月